# Pluneret
Pluneret (bretonisch Plunered) ist eine französische Gemeinde mit 6.257 Einwohnern (Stand: 1. Januar 2022) im Département Morbihan in der Region Bretagne. Sie gehört zum Arrondissement Lorient und zum Kanton Auray. Die Einwohner werden Plunerétaine(s) genannt.

## Geographie
Pluneret wird von der Gemeinde Auray im Westen durch den Fluss Auray getrennt. Das Gemeindegebiet gehört zum Regionalen Naturpark Golfe du Morbihan. Umgeben wird Pluneret von den Nachbargemeinden Plumergat und Sainte-Anne-d’Auray im Norden, Plougoumelen im Osten, Bono im Süden (auch durch den Fluss Bono getrennt), Crach im Südwesten, Auray im Westen sowie Brech im Nordwesten.
Durch die Gemeinde führt die Route nationale 165.

## Geschichte
Bis 1950 war der Ort Sainte-Anne Teil der Gemeinde, der dann als Sainte-Anne-d’Auray eigenständig wurde.

### Bevölkerungsentwicklung
| 1962 | 1968 | 1975 | 1982 | 1990 | 1999 | 2006 | 2011 | 2019 |
| ---- | ---- | ---- | ---- | ---- | ---- | ---- | ---- | ---- |
| 1578 | 1630 | 1871 | 2333 | 3195 | 3714 | 4554 | 5223 | 5905 |

## Sehenswürdigkeiten
- Dolmen von Kervingu, seit 1969 Monument historique
- Kirche Saint-Pierre-et-Saint-Paul
- Kapelle Sainte-Avoye, errichtet im 16. Jahrhundert, Monument historique seit 1932 (tlw. schon 1907 bzw. 1944), 2004 und 2006 restauriert
- Steinkreuz aus dem 16. Jahrhundert an der Route de Tormor, Monument historique seit 1937
- Schloss Kerisper, erbaut im 16., umgebaut im 20. Jahrhundert
- Schloss Kermadio aus dem 18. Jahrhundert
- Wassermühle
- Bahnhof

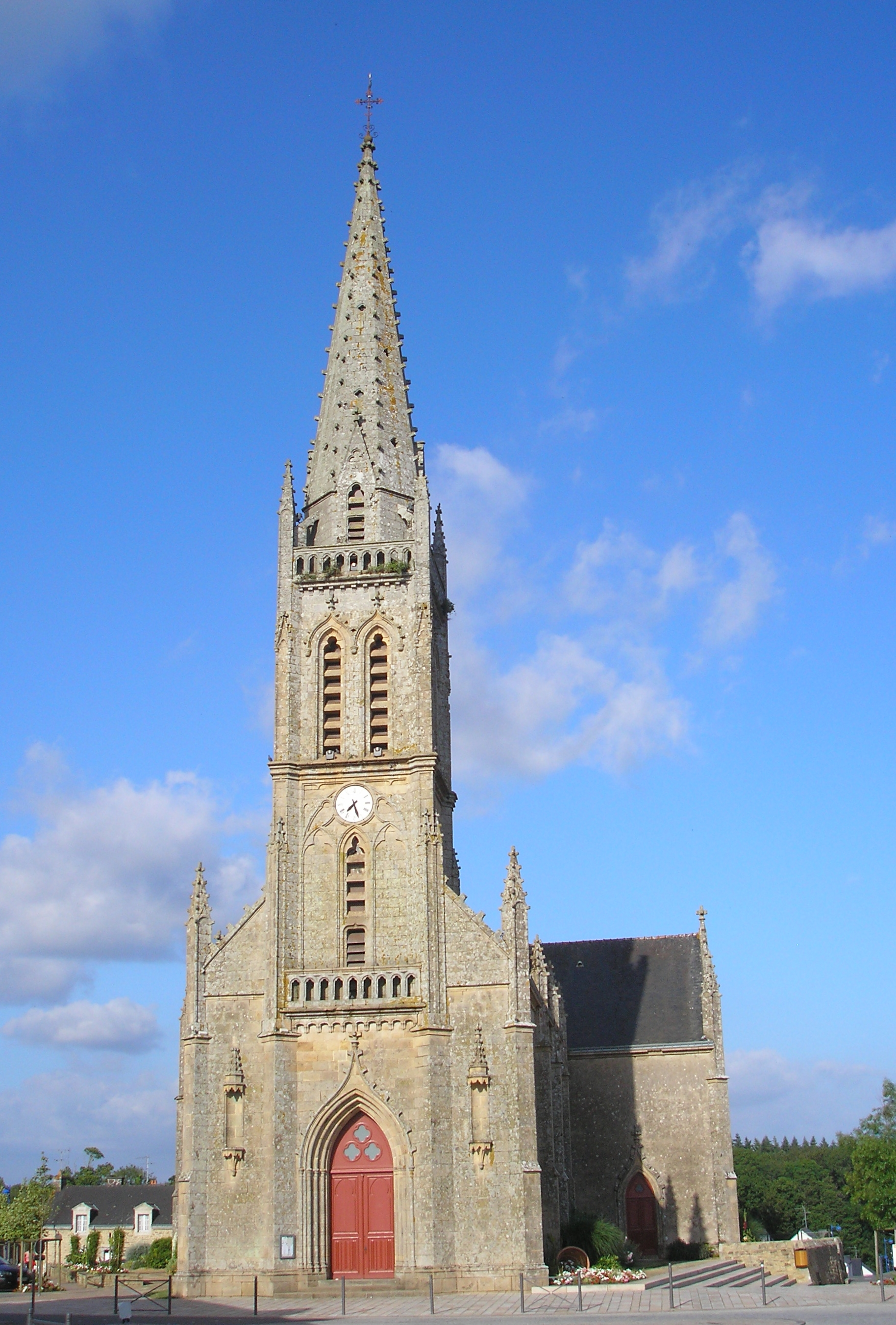
Kirche Saint-Pierre-et-Saint-Paul
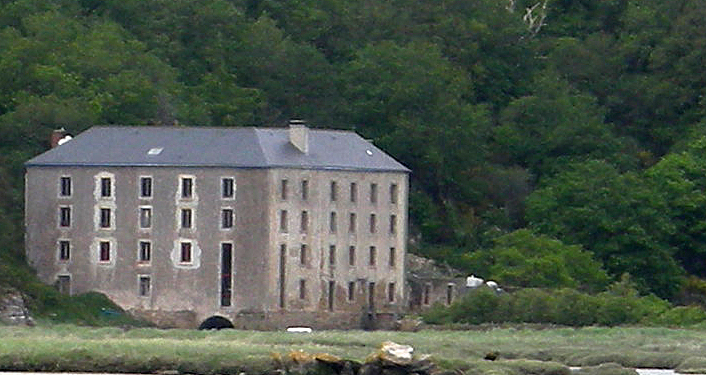
Wassermühle am Bono
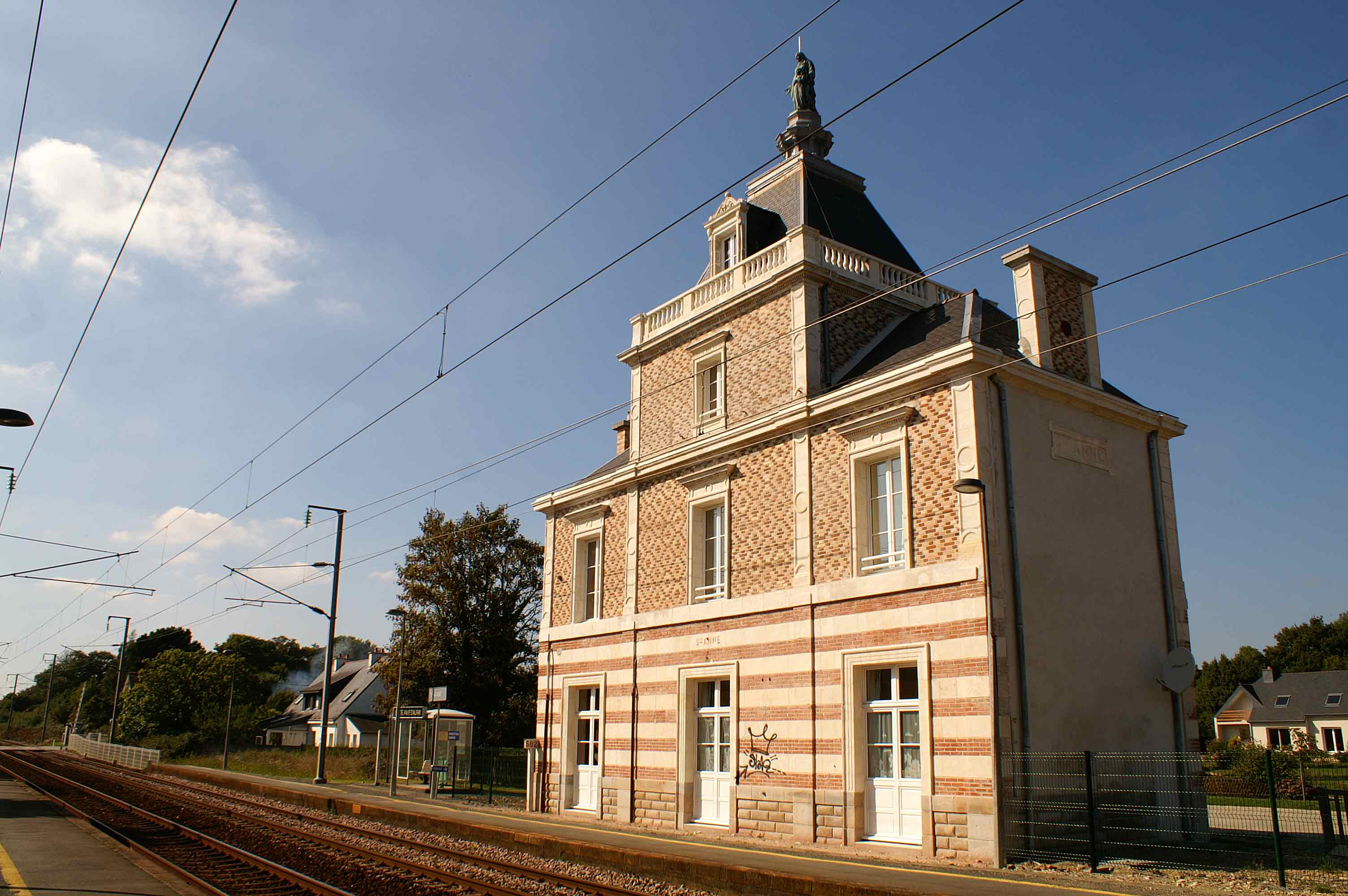
Bahnhof Sainte-Anne
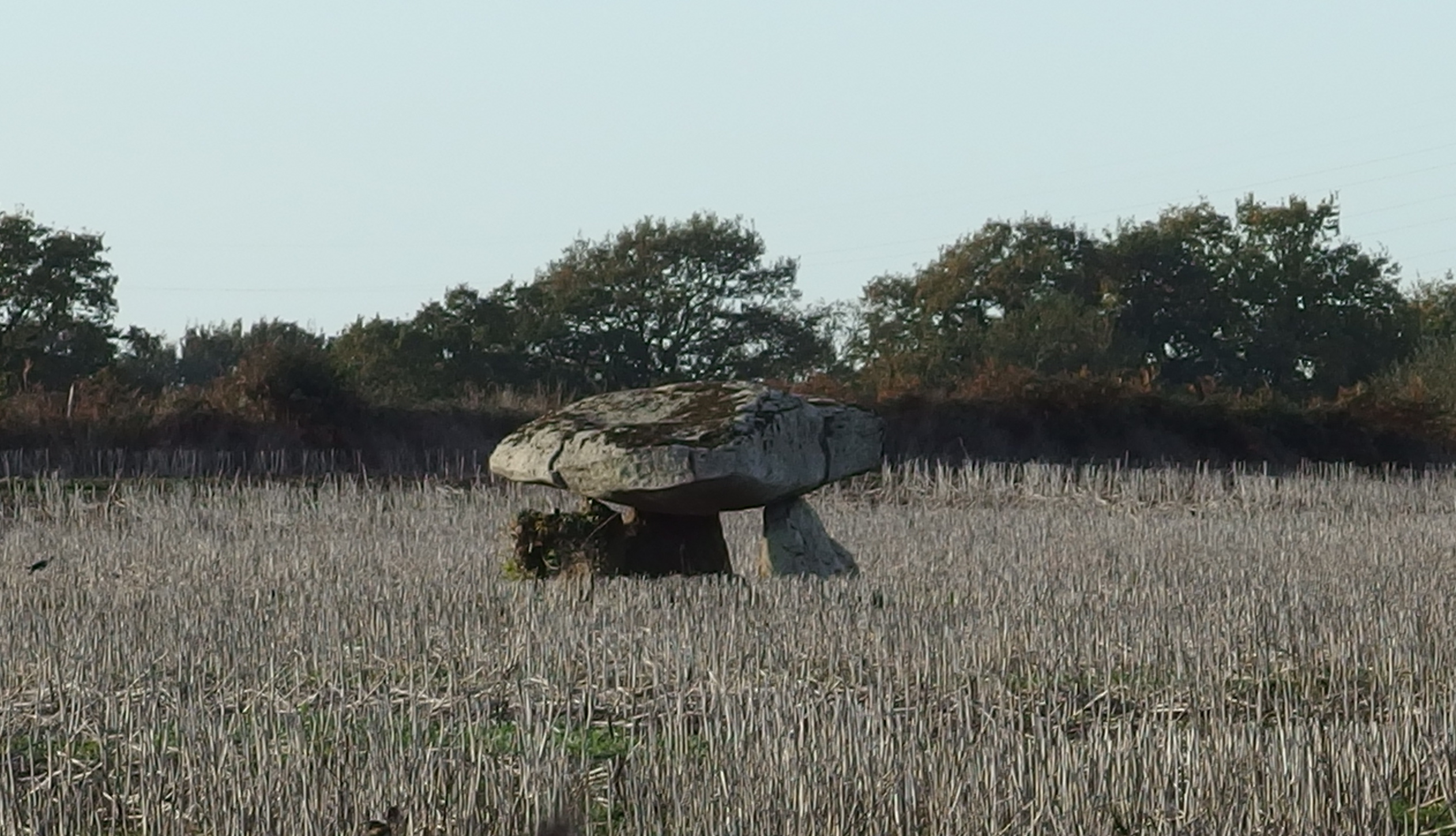
Dolmen von Kervingu

## Persönlichkeiten
- Pierre Cogan (1914–2013), Radrennfahrer